# Burger Barna
Burger Barna (Budapest, 1965. február 24. – 2017. február 21.) magyar fotóművész, író.
Az egyszerű dolgokat szeretem. Hiszek abban, hogy megy az ember és fényképez, nem számít, milyen géppel. A kép a lényeg, amit létrehozol.

## Életpályája
Budapesten a VII. kerületben született, majd  hatéves korában elköltöztek Óbudára, ahol gyermekkorát töltötte. Kisgyermekként a Szemere úti iskolába járt, majd felnőve 1983-banaz Árpád Gimnáziumban érettségizett. Gimnáziumi évei alatt komolyan sportolt, édesapja hatására a futballt választotta. Mivel nagyon jó játékos volt, hamarosan az Újpesti Dózsában játszhatott. Életpályának mégsem a focista foglalkozást választotta, hanem fotóművész szeretett volna lenni.
1985 és 1987 között a Práter utcai fényképész iskolában tanult. Pályájának alakulására nagy hatást gyakorolt Pólya Zoltán fotóművész, valamint Fényes Tamás fotográfus, akiktől nagyon sokat tanult. Az iskola elvégzése után rögtön behívták katonának, az itt eltöltött időszak még jobban megerősítette abban, hogy ezen a pályán kell tovább dolgoznia.
A katonaság után nehéz időszak következett, hogy eltartsa magát és családját, éjjel-nappali boltokban dolgozott, közben pedig fotózott. 1988 és 1989-ben a Kurirnál helyezkedett el, ebben az időszakban indult el igazán a karrierje. Hivatásszerűen 1990-től foglalkozott a fényképészettel. 1991-ben megszületett első gyermeke Borisz. 1992-ben a PROFIL Osztrák politikai magazin kelet-európai tudósítója lett. 1995-ben a  Képes Európa képszerkesztőjeként dolgozott, majd még ugyanebben az évben három társával megalapította a Fotográfia Art&Work Stúdiót. 2000-ben alapító cégvezetője volt a Fókusz-Pókusz fotóügynökségnek. Megbízói között olyan neves lapok szerepeltek, mint az Elle magazin, a  Playboy, a Cosmopolitan, az FHM.
Érdeklődése széles körű volt, munkái között a portrék ugyanúgy megtalálhatóak, mint a középületek fotói. A kezdetektől szabadúszóként dolgozott. Több nagy sikerű magazin munkatársa volt, számos könyve jelent meg, például, mint a naptárként is funkcionáló kiadvány a Magvető Írótükör. Fényképeit Magyarországon kívül New Yorkban, Frankfurtban, Berlinben, Lipcsében is kiállították.
Mivel 18 éves koráig az NB1-ben futballozott, szinte törvényszerű volt, hogy később sem  hagy fel a focival. Az íróválogatott aktív tagja volt, sportélményei kapcsán született az Írók mezben című kiállítása. A 2009. október 13-án Frankfurtban megrendezett 61. Frankfurter Buchmesse (61. Frankfurti Könyvvásár) Magyar Nemzeti standját Burger Barna kortárs magyar írókról készített portréi díszítették.
1993-ban lett Orbán Viktor fotográfusa és protokollfotósa, ebben a minőségében 23 éven keresztül mutatta be a miniszterelnök mindennapjait. Képeit először az Orbán Viktor 2010 című albumban mutatta be. 
2010 tavaszán több hetet tölthettem Orbán Viktor közvetlen közelében. Dolgoztam, s közben mindegyre az járt a fejemben: talán most és itt már elérkezhetett az ideje annak, hogy nálunk is megjelenhessen egy rendhagyó fotóalbum. Talán azok a pillanatok, azok a vissza nem térő helyzetek, amelyeket ebben a különleges időszakban megörökíthettem, másoknak is beszélhetnek arról, hogy a „médián innen és túl milyen percekből, milyen emberi feladatokból tapad össze egy kampány, s miként élte ezt meg egy olyan férfi, akit a nagyközönség a kamerák és reflektorok fényében ismer elsősorban.
2011. április 14-én Lipótváros új magazinjának, a Lipóciának elkészítésében is részt vett, a címlapot ő fotózta.
2016-ban nyilatkozott először gyógyíthatatlan izomsorvadásos betegségéről, amely arra kényszerítette, hogy csak segítséggel tudjon kimozdulni piliscsabai házukból.
Burger Barna 23 évig fotózta Magyarország miniszterelnökét, 2017 februárjában, 52. születésnapja előtt három nappal bekövetkezett haláláról Orbán Viktor is megemlékezett a közösségi oldalán.

## Könyvei
- Szakácskönyv az egészségért, Rittler-Jajczay, Budapest, (1999).
- New York, Stramavant Kiadó, (1999).
- Felhőkarcolat, Dee-Sign Kiadó, Budapest, (2000)., Bombera Krisztina könyve.
- Szász-ország, Amistar Publishing, Budapest, (2000)., (magyar-angol), Szász Endre portréja.
- Zászlók és emberek (2002).
- Fej vagy írás?, 92 Kortárs író portréja, PrintX Budavár Kiadó, (2005).
- Playboy nagyinterjúk, MAP Magazin Kiadó Kft., Budapest, 2006.
- A konyhaablakból, Lévai Anikó, Jokerex Kiadó, Budapest, (2007).
- Délutáni alvás, A történet árnyéka, Kalligram Kiadó, (2007)., Burger Barna fotói, Kőrösi Zoltán írásaival.
- Öt és feles, Sajó László könyve, Osiris Kiadó, (2008).
- New York[halott link], Sunbooks Könyvker Kft., Budapest, (2008), magyar és angol nyelven. Számos híres író története, életképe kíséri B.B. képeit.
- Magvető Írótükör, Magvető Kiadó, Budapest, (2008-2009).

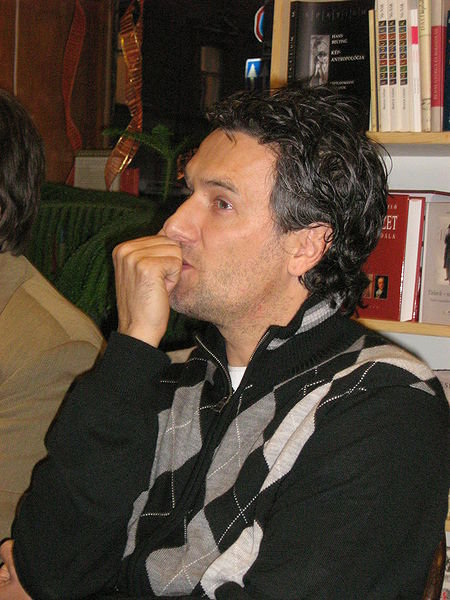
Az Írók boltjában 2007-ben, a Délutáni alvás könyvbemutatóján (Fotó: Módis Ágnes)

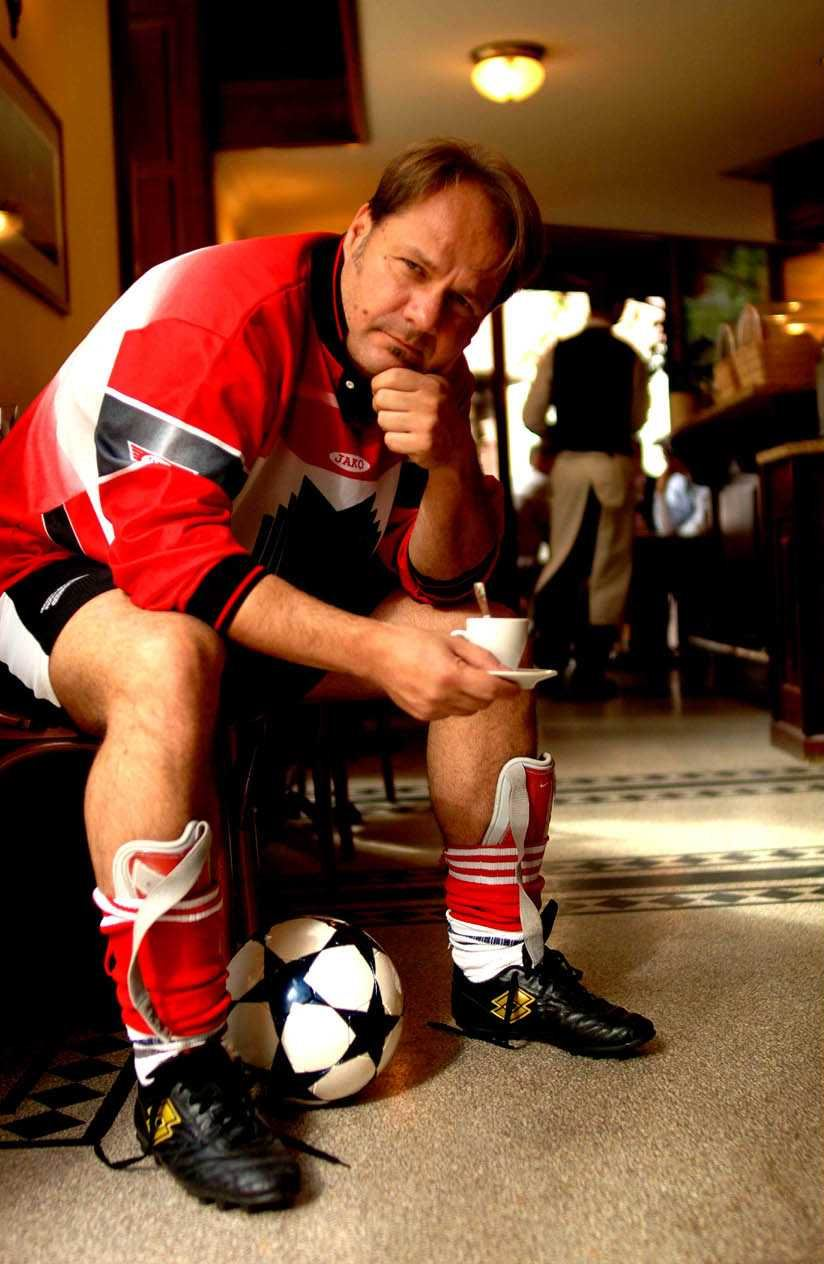
Kőrösi Zoltán íróról focista mezben készült portréja (2008)

- Egy kampány krónikája – Orbán Viktor 2010, Burger Barna fényképész és Orbán Viktor találkozásai március 15. és április 25. között., Demax Művek, Budapest, (2010), ISBN 9789638881441.[12]
- Kékvándor - ösvények, utak, képek, Magyar Természetjáró Szövetség, Budapest, (2014), ISBN 9789631208313,[13]
- Gera - Burger Barna fotográfus albuma[halott link], Burger és Fia, Budapest, (2014). 144 oldal, ISBN 9789631210002
- Fűszerkert - 22 füszer 60 recept[halott link], Társszerzők: Ambrus Lajos, Gyurik Gábor, Magyar Konyha Magazin Kiadó Kft., Budapest, (2015), 224 oldal., ISBN 9789639461567

## Írások
- Helybenfutás a túloldalra (Íróválogatott 2008) Archiválva 2016. március 5-i dátummal a Wayback Machine-ben, Könyvesblog, 2008. június
- Hogyan kell naplot kezdeni?, Litera, Netnapló, (2009).
- Az utolso napom hosszú o nélkül, Litera, Netnapló, 2008. december 30.
- Óooooooooooooo! Litera, Netnapló
- Újév Litera, Netnapló
- Képek, Litera, Netnapló
- Reggeliebéd, Litera, Netnapló
- Bestoff, Litera, Netnapló

## Magazinok
- Playboy, FHM, Magyar Narancs, Elle, Gyöngy, Lakáskultúra, Cosmopolitan, Hamu és Gyémánt, CKM, Találkozások, Könyvjelző, Horizon.

## Ügynökségek
- Leo Burnett, Ogilvy and Mather, Saatchi and Saatchi, Publicis, EDGE, ARC, Tonic, Akció, Hammer.

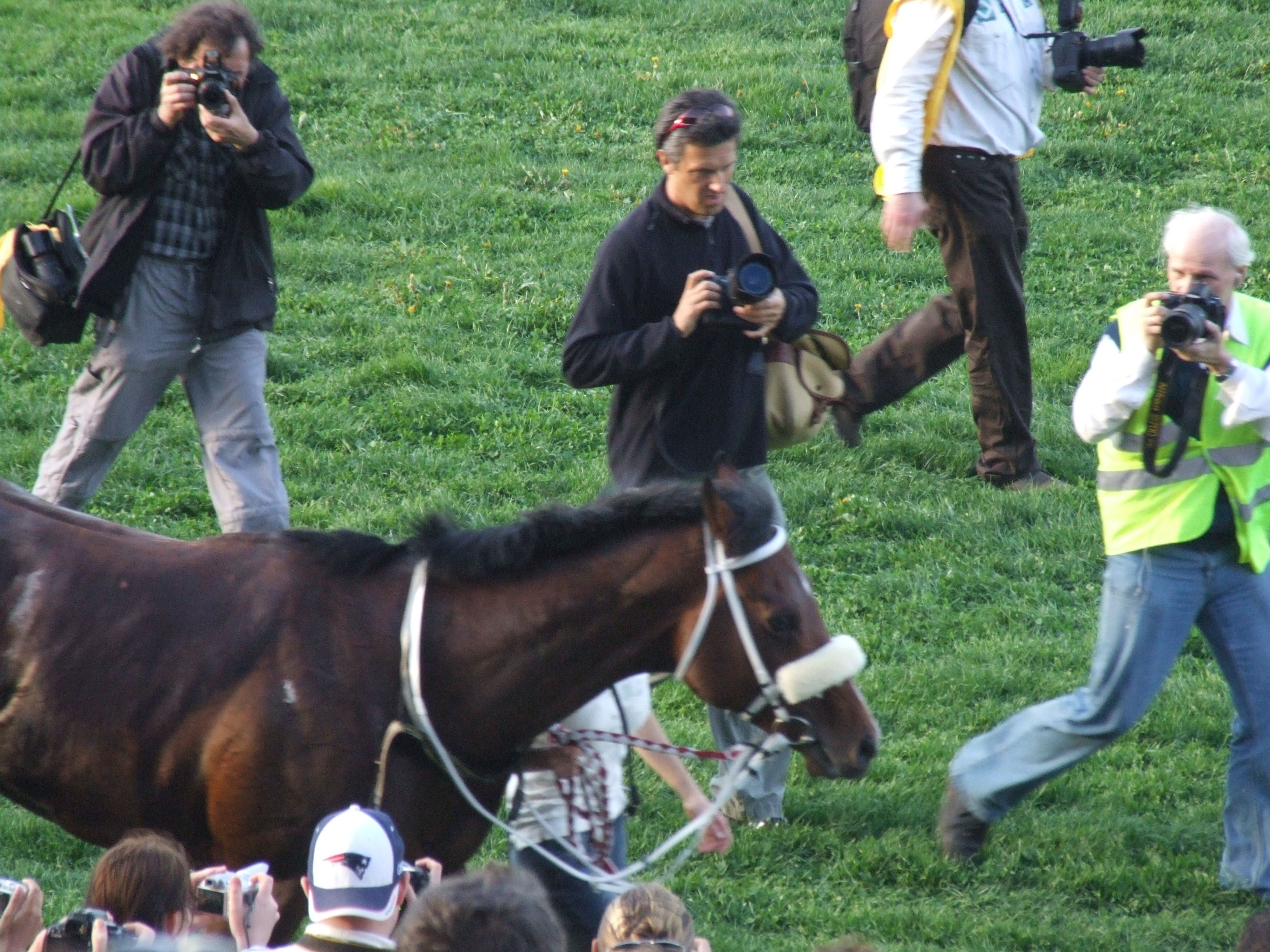
Overdose győzelme után fotósok gyűrűjében, középen Burger Barnával (Kincsem park, 2009. április 19.)

## Kiállítások
- New York álom, Cirkogejzír, Budapest, (1998).
- Zászlók és emberek, Mai Manó Galéria, Budapest, (2002).
- In memoriam WTC – MEO Kortárs Művészeti Gyűjtemény, Budapest, társszerző Fényes Gábor, (2002).
- In memoriam WTC - New York, társszerző Fényes Gábor, (2002).
- Mikulás Kiállítás,  – MEO Kortárs Művészeti Gyűjtemény, Budapest, (2003).
- Budapest 1 napja - Millenáris Park, Budapest, (2003).
- Szerelemtől sújtva – Libri Könyváruház, Budapest, Mammut áruház, (2004).
- Fej vagy írás, Íróportrék, – Petőfi Irodalmi Múzeum, Budapest, (2005).
- Fej vagy írás, - Alexandra Könyváruház, Budapest, (Nyugati tér), (2006).
- Fej vagy írás, MKI, New York, (2006).
- Fej vagy írás, MKI, Berlin, (2006).
- Párhuzamos fényképek,[14] (Nádas Péter nyomában), Tranzit Café, Budapest, (2006).
- Írók mezben,  - Petőfi Irodalmi Múzeum, Budapest, (2006).
- Íróportrék - Nyitott Műhely, Budapest, (2007).
- Íróportrék - MKI, Stuttgart, (2007).
- Íróportrék - Könyvvásár, Frankfurt, (2007).
- Íróportrék - Könyvvásár, Lipcse, (2007).
- Civilportrék színésznőkről[15] - Mammut, Budapest, (2008. június 3 - július 14.), 12 színésznő portréja.
- Íróportrék - Könyvvásár, Frankfurt, (2008.)
- Íróportrék- Irók mezben - Pécsi Irodalmi Fesztivál, Pécs, (2009. május 12.)[16]
- Előtte - Utána, a zárójelbe tett idő, Mai Manó Ház, Budapest, (2010. május 7 - június 20.)
- Fény az arcokon - Balatonföldvári Szabadtéri Színház, Balatonföldvár, (2010. július 31. - augusztus 10.)[17]
- A KÉKvándor - Budapest Projekt Galéria , Budapest, (2016. augusztus 3. - augusztus 24.)[18]

## Film
- Európa expressz, werkfotó
- Presszó, werkfotó
- Szerelemtől sújtva, (2002), werkfotó
- Argo, werkfotó
- Overnight, (2007), werkfotó
- ARCpoétika, portréfilm, 2008. november 23.

## Díjak
- Szép Magyar Könyv-díj,  a Fej vagy írás és a Délutáni alvás – a történet árnyéka című kötetekért.
- A Magyar Tipográfusok Egyesületének különdíja, a Délutáni alvás – a történet árnyéka kötetért.
- Budapestért díj, 2012. október 3.[19]
- Budapest díszpolgára /posztumusz/ (2018)[20][21]

## Interjúk
- Hivatásos fényrabló Archiválva 2009. október 4-i dátummal a Wayback Machine-ben
- Mintha száz hentest vagy hosszútávfutót fotóznék, KultúrPart, 2009. február 28.
- Szeretek olyat csinálni, ami még nem volt
- A test lázadása, HírTv, 2016. október 9

## Kritikák
- Kritika az Öt és feles című könyvről. Archiválva 2009. május 8-i dátummal a Wayback Machine-ben
- Forgách András kritikája a Délutáni alvás című könyvről.